# Malegua
Malegua fue una banda venezolana de rock latino formada en 2001 en Caracas, Venezuela, con ritmos que van desde el grunge y el rock, hasta el reggae, el merengue y la salsa.

## Historia

### Feeling XXI: Los inicios
Los inicios se remontan a mediados de 1999, en el que, a consecuencia de un chiste, José Alberto Blanco ("JABS") y Leonardo Moreno (el "Negro") deciden comenzar un proyecto musical; el primero sin experiencia en la batería y el segundo con alguna experiencia en la guitarra y la percusión, inician una banda. Al poco tiempo se une a ellos un amigo en común, el guitarrista David Rojas ("Duende") y se termina de completar el cuarteto inicial con la entrada de Sanjay Abbi, un conocido de Leonardo. Es así como nace Feeling XXI, una banda de balada rock que buscaba abrirse paso en la incipiente movida musical de la capital venezolana.
El origen del nombre de la agrupación se debe a la palabra Ma'léiwa que es la palabra utilizada por los aborígenes guajiros o wayúu, originarios del estado Zulia, en Venezuela, para referirse a Dios. Los integrantes decidieron tomar la fonética de esta palabra, del dialecto indígena wayúu, para dar nombre entonces a un proyecto musical que mezcla desde las raíces caribeñas y africanas hasta influencias anglosajonas.
Con el paso del tiempo, la banda graba su primera producción discográfica. La banda realizó ensayos en estudios de Caracas, para posteriormente iniciar las sesiones en un estudio de grabación ubicado en la Colina Creativa de la Universidad Metropolitana en 2005. Surge la producción Aní Tá Má, haciendo alusión junto con el nombre del grupo, a la frase wayúu que frecuentemente utilizan en sus presentaciones. Para esta primera producción eligen 11 de 23 canciones que tenían como base, las cuales se pasean por todos los espectros e influencias que han ido moldeando a través de los años desde su formación como agrupación musical, y que dan el sello característico de la banda.
Con la culminación de la producción del primer disco, la banda decide lanzar el tema 'Pa' Ti Na' Más' como primer sencillo. Lograron obtener un éxito relativo en las emisoras radiales de Caracas, Mérida y San Cristóbal.
La banda hizo entrevistas en programas de televisión, presentaciones en universidades caraqueñas, y hasta logran una participación en el evento denominado Concierto por la Libertad, en el marco de cumplirse un año del cierre del canal de televisión Radio Caracas Televisión (RCTV) (ocurrido el 27 de mayo de 2006), que se celebró en la plaza Alfredo Sadel de Las Mercedes en Caracas, y fue transmitido por el canal de televisión por suscripción Radio Caracas Televisión Internacional (RCTV Internacional).
A finales del 2008 el bajista y baterista de la banda (René y José Alberto) abandonan la agrupación por diferencias musicales más que personales con el resto de la agrupación, esto trae como consecuencia postergar la grabación del segundo disco que estaba casi listo en preproducción, tanto como no poder cumplir con las fechas programadas para la temporada decembrina.
Meses más tarde ingresaría el baterista Ricardo Castillo, también conocido de Leonardo. Paralelamente, la banda ha realizado pequeños recitales con un repertorio de temas viejos y nuevos, como parte del proceso de adaptación para con los nuevos miembros a su puesta en escena.

## Integrantes

### Miembros actuales
- Ricardo Castillo - Batería.
- Robert "El Santo" Castro - Voz principal, Armónica.
- Leonardo "El Negro" Moreno - Guitarra rítmica, Voz secundaria, Coros.
- David "Duende" Rojas - Guitarra principal, Coros.
- Christian Estepa - Bajo
- Gustavo Alejandro "Gusy" Villarroel - Percusión.

### Miembros anteriores
- José Alberto "JABS" Blanco - Batería.
- René "Nené" Rosado - Bajo
- Sanjay Abbi - Voz principal

## Discografía
- Aní Tá Má (2006)